# 9e étape du Tour de France 2011
Pour un article plus général, voir Tour de France 2011.
La 9e étape du Tour de France 2011 s'est déroulée le dimanche 10 juillet 2011, entre Issoire et Saint-Flour. Elle a été remportée par Luis León Sánchez et a vu Thomas Voeckler endosser le maillot jaune.
Cette étape de moyenne montagne, courue sur des routes étroites est marquée par plusieurs accidents graves. L'un d'eux entraîne les abandons d'Alexandre Vinokourov et Jurgen Van den Broeck. Un autre est provoqué par une voiture qui percute Juan Antonio Flecha, lequel entraîne dans sa chute Johnny Hoogerland.

## Profil de l'étape
Les coureurs parcourent le Puy-de-Dôme, la Haute-Loire puis le Cantal, et franchissent trois cols de 2e catégorie : le Pas de Peyrol, plus haut col routier du Massif Central, le col du Perthus et le col de Prat de Bouc.

## La course
Lieuwe Westra (Vacansoleil-DCM) attaque dès le premier kilomètre, suivi par Pavel Brutt (Katusha). Tandis que Rubén Pérez Moreno (Euskaltel-Euskadi) et Anthony Delaplace (Saur-Sojasun) sont un temps intercalés, ils sont repris au km 10. De nombreux coureurs vont alors tenter de s'échapper, en vain. Dans la côte de Massiac, pendant que le maillot blanc Robert Gesink (Rabobank) est en difficulté, Thomas Voeckler (Europcar) accélère au km 41, puis à 1 km du sommet. Il passe en tête, rejoint peu après par Johnny Hoogerland (Vacansoleil-DCM), passé en 2e position, et Juan Antonio Flecha (Sky). Au km 51, Luis León Sánchez (Rabobank), Sandy Casar (FDJ) et Niki Terpstra (Quick Step) rejoignent le trio.
Les six échappés vont prendre 3 min 51 s d'avance, avant que les Garmin-Cervélo ne stabilisent l'écart. Au km 84, alors que l'écart a chuté à 3 min 10 s, Alberto Contador (Saxo Bank-SunGard) chute, mais parvient à reprendre sa place dans le peloton. Niki Terpstra est lâché dans le Pas de Peyrol. Au sommet, où le peloton passe avec 3 min 25 s de retard, Thomas Voeckler devance de très peu Johnny Hoogerland. Ce dernier va se faire une frayeur dans la descente, céder un peu de terrain puis reprendre sa place dans le groupe.
Puis, au km 102, un évènement va brusquement changer la donne : une chute massive bouleverse le peloton. Alexandre Vinokourov (Astana), Jurgen Van den Broeck, Frederik Willems (Omega Pharma-Lotto) et David Zabriskie (Garmin-Cervélo) doivent abandonner. Par la suite, le peloton, sous l'impulsion des Leopard-Trek et de Philippe Gilbert (Omega Pharma-Lotto), ralentit brutalement. Les cinq échappés en profitent et leur avance augmente jusqu'à 7 min 46 s. Au col de Perthus, où l'écart est de 7 min 40 s, Hoogerland passe en tête devant Voeckler.
Tandis que les Omega Pharma-Lotto enclenchent la poursuite, Johnny Hoogerland passe en tête au sommet des trois côtes suivantes, il est vrai sans rencontrer d'opposition, Thomas Voeckler se concentrant sur un maillot jaune désormais accessible. Au sommet du Prat de Bouc, l'écart est descendu à 4 min 45 s. À 36 km de l'arrivée, une voiture de France Télévisions fait un écart et heurte Flecha, qui entraîne dans sa chute Johnny Hoogerland, projeté dans les barbelés. Les coureurs repartent, mais Hoogerland est repris par le peloton puis lâché au km 177, Flecha à 21 km de l'arrivée. Au sprint intermédiaire, où le peloton accuse un retard de 4 min 48 s, Gilbert règle le sprint du peloton.
Son équipe va alors cesser de mener le poursuite, laissant le relais aux Garmin-Cervélo. Mais, à 15 km du but, les coéquipiers du maillot jaune Thor Hushovd vont arrêter eux aussi la chasse. Les BMC Racing, assistés par les Leopard-Trek, assument alors leurs responsabilités. Mais, les échappés, menés surtout par Voeckler, résistent bien. À 300 m de la ligne, après la montée sur la ville haute de Saint-Flour, Luis León Sánchez lance le sprint et s'impose avec 5 secondes d'avance sur Voeckler et 13 secondes sur Sandy Casar. Le peloton, dont le sprint est remporté par Philippe Gilbert, termine à 3 min 59 s. Au classement général, Thomas Voeckler s'empare du maillot jaune, 1 min 49 s devant le vainqueur du jour. Cadel Evans (BMC Racing) et les frères Fränk Schleck et Andy Schleck (Leopard-Trek) complètent le Top 5, avec respectivement 2 min 26 s, 2 min 29 s et 2 min 37 s de retard.

## Sprints
| Premier     | Sandy Casar           | 20 pts |
| Deuxième    | Thomas Voeckler       | 17 pts |
| Troisième   | Luis León Sánchez     | 15 pts |
| Quatrième   | Juan Antonio Flecha   | 13 pts |
| Cinquième   | Philippe Gilbert      | 11 pts |
| Sixième     | Jelle Vanendert       | 10 pts |
| Septième    | Christian Vande Velde | 9 pts  |
| Huitième    | Ryder Hesjedal        | 8 pts  |
| Neuvième    | Thor Hushovd          | 7 pts  |
| Dixième     | Tom Danielson         | 6 pts  |
| Onzième     | Daniel Oss            | 5 pts  |
| Douzième    | Ivan Basso            | 4 pts  |
| Treizième   | Maciej Bodnar         | 3 pts  |
| Quatorzième | Paolo Longo Borghini  | 2 pts  |
| Quinzième   | Alessandro Vanotti    | 1 pt   |

| Premier     | Luis León Sánchez      | 30 pts |
| Deuxième    | Thomas Voeckler        | 25 pts |
| Troisième   | Sandy Casar            | 22 pts |
| Quatrième   | Philippe Gilbert       | 19 pts |
| Cinquième   | Peter Velits           | 17 pts |
| Sixième     | Cadel Evans            | 15 pts |
| Septième    | Andy Schleck           | 13 pts |
| Huitième    | Tony Martin            | 11 pts |
| Neuvième    | Fränk Schleck          | 9 pts  |
| Dixième     | Damiano Cunego         | 7 pts  |
| Onzième     | Rein Taaramäe          | 6 pts  |
| Douzième    | Alberto Contador       | 5 pts  |
| Treizième   | Tom Danielson          | 7 pts  |
| Quatorzième | Samuel Sánchez         | 3 pts  |
| Quinzième   | Jean-Christophe Péraud | 2 pts  |

## Côtes
| Premier  | Thomas Voeckler   | 2 pts |
| Deuxième | Johnny Hoogerland | 1 pt  |

| Premier   | Thomas Voeckler     | 5 pts |
| Deuxième  | Johnny Hoogerland   | 3 pts |
| Troisième | Sandy Casar         | 2 pts |
| Quatrième | Juan Antonio Flecha | 1 pt  |

| Premier   | Johnny Hoogerland   | 5 pts |
| Deuxième  | Thomas Voeckler     | 3 pts |
| Troisième | Juan Antonio Flecha | 2 pts |
| Quatrième | Sandy Casar         | 1 pt  |

| Premier  | Johnny Hoogerland | 2 pts |
| Deuxième | Thomas Voeckler   | 1 pt  |

| Premier  | Johnny Hoogerland | 2 pts |
| Deuxième | Thomas Voeckler   | 1 pt  |

| Premier   | Johnny Hoogerland   | 5 pts |
| Deuxième  | Thomas Voeckler     | 3 pts |
| Troisième | Sandy Casar         | 2 pts |
| Quatrième | Juan Antonio Flecha | 1 pt  |

| Premier | Thomas Voeckler | 1 pt |

| Premier | Luis León Sánchez | 1 pt |

## Classement de l'étape
|    | Coureur           | Pays       | Équipe             | Temps | Temps           |
| -- | ----------------- | ---------- | ------------------ | ----- | --------------- |
| 1  | Luis León Sánchez | Espagne    | Rabobank           | en    | 5 h 27 min 09 s |
| 2  | Thomas Voeckler   | France     | Europcar           | +     | 5 s             |
| 3  | Sandy Casar       | France     | FDJ                |       | 13 s            |
| 4  | Philippe Gilbert  | Belgique   | Omega Pharma-Lotto |       | 3 min 59 s      |
| 5  | Peter Velits      | Slovaquie  | HTC-Highroad       |       | 3 min 59 s      |
| 6  | Cadel Evans       | Australie  | BMC Racing         |       | 3 min 59 s      |
| 7  | Andy Schleck      | Luxembourg | Leopard-Trek       |       | 3 min 59 s      |
| 8  | Tony Martin       | Allemagne  | HTC-Highroad       |       | 3 min 59 s      |
| 9  | Fränk Schleck     | Luxembourg | Leopard-Trek       |       | 3 min 59 s      |
| 10 | Damiano Cunego    | Italie     | Lampre-ISD         |       | 3 min 59 s      |

## Classement général
|    | Coureur           | Pays       | Équipe             | Temps | Temps            |
| -- | ----------------- | ---------- | ------------------ | ----- | ---------------- |
| 1  | Thomas Voeckler   | France     | Europcar           | en    | 38 h 35 min 11 s |
| 2  | Luis León Sánchez | Espagne    | Rabobank           | +     | 1 min 49 s       |
| 3  | Cadel Evans       | Australie  | BMC Racing         |       | 2 min 26 s       |
| 4  | Fränk Schleck     | Luxembourg | Leopard-Trek       |       | 2 min 29 s       |
| 5  | Andy Schleck      | Luxembourg | Leopard-Trek       |       | 2 min 37 s       |
| 6  | Tony Martin       | Allemagne  | HTC-Highroad       |       | 2 min 38 s       |
| 7  | Peter Velits      | Slovaquie  | HTC-Highroad       |       | 2 min 38 s       |
| 8  | Andreas Klöden    | Allemagne  | RadioShack         |       | 2 min 43 s       |
| 9  | Philippe Gilbert  | Belgique   | Omega Pharma-Lotto |       | 2 min 55 s       |
| 10 | Jakob Fuglsang    | Danemark   | Leopard-Trek       |       | 3 min 08 s       |

## Classements annexes

### Classement par points
|   | Cycliste           | Pays        | Équipe             | Points |
| - | ------------------ | ----------- | ------------------ | ------ |
| 1 | Philippe Gilbert   | Belgique    | Omega Pharma-Lotto | 217    |
| 2 | José Joaquín Rojas | Espagne     | Movistar           | 172    |
| 3 | Mark Cavendish     | Royaume-Uni | HTC-Highroad       | 153    |

### Classement du meilleur grimpeur
|   | Cycliste           | Pays       | Équipe          | Points |
| - | ------------------ | ---------- | --------------- | ------ |
| 1 | Johnny Hoogerland  | Pays-Bas   | Vacansoleil-DCM | 22     |
| 2 | Thomas Voeckler    | France     | Europcar        | 16     |
| 3 | Tejay van Garderen | États-Unis | HTC-Highroad    | 5      |

### Classement du meilleur jeune
|   | Cycliste          | Pays     | Équipe   | Temps | Temps            |
| - | ----------------- | -------- | -------- | ----- | ---------------- |
| 1 | Robert Gesink     | Pays-Bas | Rabobank | en    | 38 h 39 min 12 s |
| 2 | Rein Taaramäe     | Estonie  | Cofidis  | +     | 51 s             |
| 3 | Arnold Jeannesson | France   | FDJ      |       | 1 min 20 s       |

### Classement par équipes
|   | Équipe       | Pays       | Temps | Temps             |
| - | ------------ | ---------- | ----- | ----------------- |
| 1 | Europcar     | France     | en    | 115 h 03 min 31 s |
| 2 | Leopard-Trek | Luxembourg | +     | 32 s              |
| 3 | RadioShack   | États-Unis |       | 1 min 02 s        |

## Abandons
- Juan Manuel Gárate[1] (Rabobank) : non partant
- Wout Poels[2] (Vacansoleil-DCM) : problème digestifs

À la suite d'une chute survenue en début d'étape, deux coureurs ont abandonné :
- Pavel Brutt[2] (Katusha)
- Amets Txurruka[2] (Euskaltel-Euskadi)

À une centaine de kilomètres de l'arrivée dans la descente du col du Pas de Peyrol, une grosse chute en tête du peloton a contraint plusieurs coureurs dont des leaders d'équipe à abandonner :
- Jurgen Van den Broeck[3] (Omega Pharma-Lotto)
- Alexandre Vinokourov[3] (Astana)
- Frederik Willems [3] (Omega Pharma-Lotto)
- David Zabriskie[3] (Garmin-Cervélo)